# Miliusa jainii
Miliusa jainii är en kirimojaväxtart som beskrevs av A.K. Goel och S. C. Sharma. Miliusa jainii ingår i släktet Miliusa och familjen kirimojaväxter. Inga underarter finns listade i Catalogue of Life.